# پدر غرور
پدر غرور یک سریال پویانمایی کمدی است که از سال ۲۰۰۴ تا ۲۰۰۵ پخش می‌شده. این برنامه مخصوصاً برای دریم ورکس انیمیشن توسط جفری کاتزنبرگ ساخته شده. این سریال بر خانواده ای از شیرهای سفیدی تمرکز دارد که پدرسالار آنها در نمایش زیگفرید و روی در لاس وگاس بازی می‌کنند. با وجود تبلیغات زیاد، این سریال شکست خورد و پس از یک فصل لغو شد.